# Rio dos Bois (vattendrag i Brasilien, Goiás, lat -13,95, long -49,82)
Rio dos Bois är ett vattendrag i Brasilien.   Det ligger i delstaten Goiás, i den centrala delen av landet, 290 km nordväst om huvudstaden Brasília.
Omgivningarna runt Rio dos Bois är huvudsakligen savann. Runt Rio dos Bois är det mycket glesbefolkat, med 6 invånare per kvadratkilometer.